# Josué Quijano
Josué Abraham Quijano Potosme (ur. 10 marca 1991 w Niquinohomo) – nikaraguański piłkarz występujący na pozycji prawego obrońcy, reprezentant Nikaragui, od 2015 roku zawodnik Realu Estelí.